# Елрих
Елрих (на немски: Ellrich) е малък град в Тюрингия, Германия, с 5580 жители (към 31 декември 2015).
Намира се на река Зорге и на 13 km северозападно от Нордхаузен.
През 876 г. Елрих е споменат за пръв път в документ като „Alarici“. През 1286 г. Елрих получава права на град и през 1332 г. правото да сече монети.